# Kish (Mésopotamie)
Pour les articles homonymes, voir Kish.
Sauf précision contraire, les dates de cet article sont sous-entendues « avant l'ère commune », c'est-à-dire « avant Jésus-Christ ».
Kish est une ville (mais aussi un dieu) de l'ancienne Mésopotamie, particulièrement importante aux époques archaïques, durant lesquelles elle a longtemps exercé sa domination sur les autres États de Basse-Mésopotamie.
Cette ville s'étend sur une grande surface, et compte deux ensembles principaux : Tell Inghara et Tell el-Oheimir (en arabe : tall al-ʾuḥaymir, بتل الأحيمر). C'est dans cette ville que Sargon, fondateur de l'empire d'Akkad, a pris le pouvoir.

## Historique

### Période des dynasties archaïques
D'après la Liste royale sumérienne, Kish a exercé la royauté sur la Mésopotamie juste après le Déluge. Parmi les vingt-trois rois de cette dynastie semi-légendaire, Etana, Enmebaragesi et Agga sont particulièrement importants. 
Le premier est le héros d'un mythe sumérien. 
Le second, à qui la liste attribue une victoire contre l'Élam, est l'un des premiers rois mésopotamiens à être attesté historiquement par les sources épigraphiques, puisqu'on a retrouvé à Nippur deux vases portant son nom datant du XXVIIe siècle av. J.-C. 
Quant à son fils Agga, il est connu par un récit racontant une de ses batailles contre Gilgamesh d'Uruk. C'est d'ailleurs le dernier roi de la dynastie, puisque Kish se fait selon la même liste supplanter par Uruk, ce qui a un rapport avec le précédent récit et pourrait attester d'une réelle rivalité entre les deux cités. 
Deux autres dynasties de Kish exercent par la suite la royauté. Les sources épigraphiques mentionnent d'autres rois de Kish, dont la plupart ne peuvent être rattachés à des souverains cités par la liste royale. 
Kish a eu une grande importance aux débuts de l'histoire mésopotamienne. Certains de ses souverains ont exercé une sorte de domination, au moins théorique, sur les autres rois du sud mésopotamien, comme l'atteste le fait que le roi kishite Mesilim ait arbitré un conflit frontalier entre Umma et Lagash vers 2600 av. J.-C. Les rois de Kish sont parés du titre de Lugal, qui signifie « roi », tandis que les souverains voisins se nomment EN ou ENSÍ. Le titre de « roi de Kish » est repris par des souverains d'autres cités en raison de son prestige, puisqu'il paraît signifier que celui qui le porte exerce la domination sur la Basse Mésopotamie. Il y a donc vers les XXVIe – XXIVe siècles une prééminence de Kish sur les autres cités de cette région, qu'elle soit politique ou symbolique.
Kish domine alors la partie nord de la Basse Mésopotamie, peuplée en majorité de populations sémites, ceux que l'on nommera par la suite « Akkadiens », par opposition aux Sumériens, vivant plus au sud. Cette zone partage d'ailleurs des traits communs avec d'autres ensembles politiques situés dans la vallée de la Diyala, à Nuzi, en Haute Mésopotamie autour de Tell Beydar ou Mari, et jusqu'à Ebla en Syrie (dont les archives attestent l'existence de contacts poussés avec les rois de Kish). On a proposé de qualifier cet ensemble comme constituant une « civilisation kishite », marquant ainsi l'importance de cette cité.

### Période d'Akkad

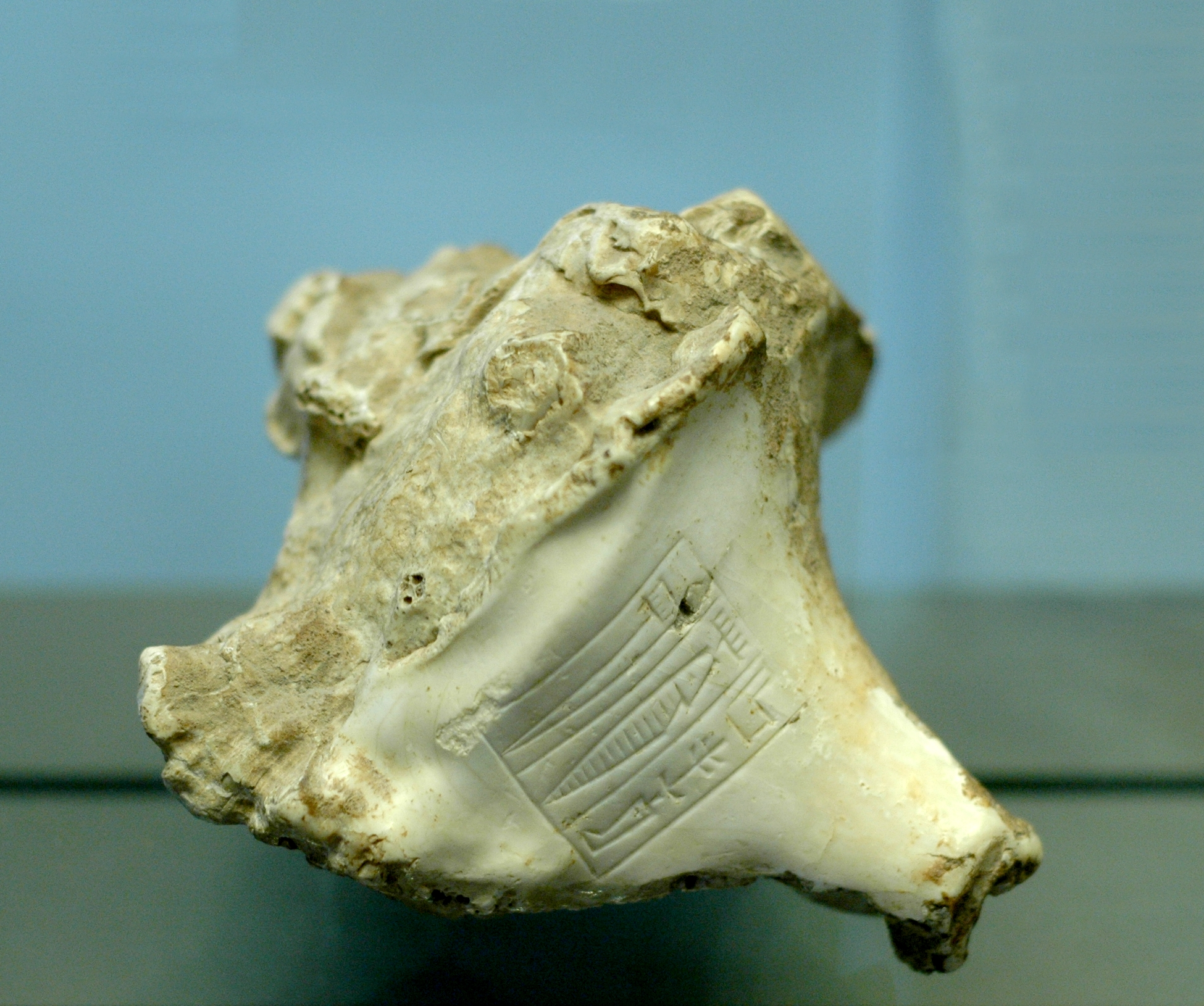
Coquille de Murex inscrit au nom de « Rimush, roi de Kish », v. 2270 av. J.-C., musée du Louvre

La période des dynasties archaïques prend fin avec l'unification de la Basse Mésopotamie par Sargon d'Akkad (2340-2290 av. J.-C). Selon une tradition postérieure à la période, ce dernier aurait été l'échanson du roi Ur-Zababa de Kish, qu'il finit par détrôner, avant de vaincre le roi Lugal-zagesi d'Umma qui dominait alors le pays de Sumer. Il établit sa capitale à Akkad, et Kish devient une capitale provinciale de son empire. Elle aura ce même statut sous la Troisième dynastie d'Ur (XXIe siècle av. J.-C).

### Période paléo-babylonienne
Après la chute d'Ur vers 2004 av. J.-C, Kish est soumise à Isin, avant de reprendre quelque temps son autonomie. Elle est ensuite soumise aux rois de la dynastie de Manana, avant d'être prise par Sumu-la-El de Babylone à la fin du XIXe siècle. Elle reste dès lors une partie du royaume babylonien, qui connaît sa première heure de gloire sous le règne de Hammurabi, le descendant de Sumu-la-El. Quand la ville d'Uruk est abandonnée au XVIIe siècle, une partie de ses habitants s'établissent à Kish.

### Périodes tardives
Kish est toujours occupée à la période médio-babylonienne (1595-XIe siècle av. J.-C), ainsi que dans la première moitié du Ier millénaire. Elle n'est alors plus qu'une ville de rang secondaire. Quelques tablettes des périodes néo-assyrienne et néo-babylonienne ont été retrouvés sur le site. 
Kish est encore occupée au début de notre ère. On a fouillé des niveaux des époques parthe et sassanide.

## Le site
Le site de Kish est situé à environ 15 kilomètres de Babylone, et s'étend sur un ensemble de tells, sur un périmètre de 4 kilomètres dont les deux principaux sont : Tell Inghara à l'est et Tell el-Oheimir à l'ouest. Ils correspondent à deux agglomérations dont la réunion a formé la ville de Kish : le premier était la ville nommée Hursagkalamma, et le second Kish « proprement dite ». Les autres tells sont le Tell Khazneh (« le trésor ») et Tell el-Bender (« le port »).  
Il a été repéré en 1873 par George Smith. Les premières fouilles sur Kish ont été entreprises par le français Henri de Genouillac en 1912. Elle reprennent de 1923 à 1933, avec une équipe anglo-américaine d'Oxford et de Chicago dirigée par S. Langdon et E. Mackay, dont les résultats ont été repris dans les années 1970 par McGuire Gibson et P. R. S. Moorey. Plusieurs zones du vaste site ont fait l'objet de fouilles, et ont été dénommées en fonction des lettres de l'alphabet. En 1988, des Japonais ont fouillé sur le Tell Ingharra.

### Tell Inghara / Hursagkalamma
Tell Inghara est la plus ancienne partie du site à avoir été fouillée. Il s'agit de l'agglomération de Hursagkalamma, la partie orientale de Kish, dont la divinité tutélaire était Ishtar.
La stratigraphie du tell est connue grâce à plusieurs sondages effectués par l'équipe anglo-américaine, le plus important étant le sondage Y, qui a atteint le sol vierge, à 9 mètres de profondeur. Les plus anciens objets retrouvés remontent à la fin du Néolithique et au Chalcolithique. Des niveaux de la période d'Obeïd et de la période d'Uruk ont aussi été identifiés. La ville se développe à la période de Djemdet-Nasr, puis surtout au Dynastique archaïque (DA) I et II (trois niveaux archéologiques), quand apparaît un véritable centre urbain. Un cimetière de cette période a été mis au jour, avec des tombes simples mais aussi d'autres avec des chars, richement pourvues. Un palais, bâti au DA I ou II, et encore occupé au DA III, se trouvait dans la « zone A » au sud du tell. Il s'apparente à un ensemble de deux bâtiments, un au nord, le plus massif (100 × 40 m), entouré d'une double enceinte, organisé autour d'une cour carrée ; un au sud (56 × 37 m), comportant une salle avec portique à colonnes. Une porte monumentale, construite plus tardivement, donnait accès aux deux palais. La fin du DA II a été marqué par une inondation importante (parfois identifiée au « Déluge »). Au DA III, deux temples sur terrasse (considérés par les fouilleurs comme des ziggurats) sont construits dans la partie centrale du Tell Ingharra.
À l'époque d'Akkad, un cimetière prend la place du complexe de la « zone A ». 
Il faut ensuite attendre plus de 1500 ans, l'époque néo-babylonienne (probablement le règne de Nabuchodonosor II) pour retrouver d'autres bâtiments monumentaux sur le Tell Ingharra. Il s'agit de deux temples jumeaux, accolés l'un à l'autre. Le premier, plus vaste, mesure 92 mètres de long pour 83 de large. Il est organisé autour d'une cella et de deux ante-cellae, et comportait plusieurs pièces. Le plus petit est de forme carrée de 47 mètres de côté. On accédait à sa cella directement depuis la cour centrale du bâtiment.

### Tell el-Oheimir / Kish
Tell el-Oheimir se développe surtout à partir de l'époque paléo-babylonienne (première moitié du IIe millénaire). Elle correspond à la cité de Kish proprement dite, ville du dieu guerrier Zababa.
L'ensemble monumental le plus important de ce site est la zone sacrée dédiée à Zababa, comportant son temple principal, l'É.DUB.BA, et sa ziggurat, É.U6.NIR.KI.TUŠ.MAH, construits probablement sous le règne de Hammurabi (1792-1750 av. J.-C), et restauré à la période néo-babylonienne (VIe siècle). On a aussi fouillé quelques résidences néo-babyloniennes à proximité.

### Les autres tells
Au nord du Tell Inghara, dans la « zone P », on a dégagé les restes d'un autre palais datant du DA II ou III, dit « planoconvexe », en raison du type de briques qui y sont utilisées. Il est fortifié, et est constitué par un ensemble de pièces disposées autour d'un espace central.
À l'ouest du Tell Inghara, le « tell W » a livré un lot de tablettes de l'époque néo-babylonienne, comprenant des textes rituels et littéraires, ce qui fait qu'il a été désigné comme une bibliothèque lors de sa découverte, mais il pourrait s'agir d'un fonds de tablettes scolaires. Ces tablettes ont été peu étudiées.
Sur le Tell Bender, un bâtiment parthe a été exhumé. Le Tell H, à l'extrémité est, comportait quant à lui un palais et un temple manichéen de l'époque sassanide.

### Introductions
- (de) Dietz-Otto Edzard, « Kiš. A. Philologisch. », dans Reallexicon der Assyriologie und Vorderasiatischen Archäologie, vol. V, Berlin, De Gruyter, 1976-1980, p. 607-613
- (de) MacGuire Gibson, « Kiš B. Archäologisch. », dans Reallexicon der Assyriologie und Vorderasiatischen Archäologie, vol. V, Berlin, De Gruyter, 1976-1980, p. 613-620
- (en) Donald P. Hansen, « Kish », dans Eric M. Meyers (dir.), Oxford Encyclopaedia of Archaeology in the Ancient Near East, vol. 3, Oxford et New York, Oxford University Press, 1997, p. 298-300
- Karel Van Lerberghe, « Kish, première ville royale après le déluge », Dossiers Histoires et Archéologie, no 103 « La Babylonie »,‎ mars 1986, p. 62-64
- Francis Joannès, « Kiš (rois) », dans F. Joannès (dir.), Dictionnaire de la civilisation mésopotamienne, Paris, 2001, p. 448-450
- Martin Sauvage, « Kiš (ville) », dans F. Joannès (dir.), Dictionnaire de la civilisation mésopotamienne, Paris, 2001, p. 450-451

### Autres études
- (en) McGuire Gibson, The City and Area of Kish, Miami, 1972
- (en) P. R. S. Moorey, Kish Excavations, 1923-1933, Oxford, 1978
- (en) I. Gelb, « Ebla and the Kish Civilization », dans L. Cagni (éd.), La Lingua di Ebla, Naples, 1981, p. 9-72
- (en) Douglas Frayne, The Royal inscriptions of Mesopotamia : Early periods, vol. 3/1, Presargonic Period (2700–2350 BC), Toronto, University of Toronto Press, 2008